# Oktoberdreng
|  | Denne artikel er oprettet af botten Steenthbot ud fra en ekstern database. Den kan derfor have sproglige fejl eller mangler. Denne skabelon kan fjernes efter kontrol af indholdet. |

Oktoberdreng er en dansk kortfilm fra 2018 instrueret af Søren Green.

## Handling
Thomas på 14 er lige flyttet til København og starter i en ny skole. Han vil gerne passe ind og være populær, men han har svært ved at åbne sig. Den populære Emma inviterer en dag Thomas hjem til sig under påskud af, at de skal tegne sammen. I skolen går rygterne om Thomas og Emma, men Thomas har svært ved at finde ud af sig selv og sin seksualitet.

## Medvirkende
- Elias Budde Christensen, Thomas
- Esther Marie Boisen Berg, Emma
- Noa Risbro Hjerrild, Mads
- Jacob August Ottensten, Mikkel
- Albert Harson, Boas
- Sarah Boberg, Elisabeth
- Sinan Romeo Stegarevic, Fadi